# На крилах пісні (роман)
«На крилах пісні» (англ. On Wings of Song) — науково-фантастичний роман американського письменника Томаса Діша, написаний 1979 року. Вперше опублікований по частинах з лютого по квітень 1979 року, на сторінках журналу «Фентезі & Сайнс фікшн». Як і попередній роман Діша 334, це жорстка сатира. Вона зображує Америку в найближчому майбутньому, яка впадає в загострення економічної та соціальної кризи. Незважаючи на те, що критики схвально відгукнулися про роман, він зазнав комерційного провалу.

## Назва
«На крилах пісні» — англійський переклад назви поеми «Auf Flügeln des Gesanges» німецького поета-романтика Генріха Гейне, музику до якого написав Фелікс Мендельсон. Лірика розповідає про політ з коханцем до мирного раю на «поля Гангу».

## Сюжет
Події роману розгортаються в передмісті Айови та в Нью-Йорку, приблизно в середині XXI століття. Перший розділ описує дитинство та юність Даніеля Вайнреба, вигаданого хлопчика, якому вдається добре пристосуватися до свого консервативного оточення, поки незначний акт непокори не відправить його у віці 14 років до в'язниці. Досвід, здобутий у тюрмі, змушує Даніеля покинути Середній Захід. Покохавши доньку могутнього та тиранічного місцевого магна, переїжджає з нею до Нью-Йорка, мріючи стати музикантом та досліджувати заборонене мистецтво «літати» — астральну проєкцію під впливом електроніки. Трагедія та експлуатація руйнують ідеалізм Даніеля, але він докладає зусиль та стає всесвітньовідомою та одіозною персоною.
Поряд із сюжетною лінією характерного для виховного роману, у ньому представлений детальний опис майбутнього США, розірваних економічними труднощами та культурою війною. Сільським господарстворм Північно-західних штатів керує коаліція християнського права, відома як «малолітні» (англ. undergoders) (посилання на американську консервативну кампанію під назвою «під Богом» (англ. under God) до Клятви вірності прапору США); номінально світський уряд застосовує репресії до суспільства та всіляко сприяє бізнесу. Прибережні штати більше нагадують сучасну урбаністичну Америку, із загальнодозволеними суспільними поглядами та мистецьким запалом, проте з великою економічною нерівністю.
Винахід «польоту» (стався в якийсь не визначений момент до початку описаних у романі подій та не описується жодними технологічними деталями) посилює ці культурні розбіжності. Використовуючи пристрій, який, здається, базується на біозахисті, допоки лунає мелодія з особливими словами (дія, яка, як описує Діш, викликає унікальну інтеграцію мозкової діяльності), практикуючий може відокремити розум від тіла й мандрувати по світу як невидима «фея», при цьому він здатний подорожувати майже без обмежень та бачити приховані речі. «Млолітні» розцінюють це як гріховну та небезпечну практику, настільки, що вони перешкоджають будь-якому музичному виконанню; але в прибережних містах політ — це буденна річ, настільки популярна, що співаки бояться визнати, що не змогли цього досягти. Багато американців просто відмовляються вірити в те, що така радикальна мандрівка можлива й стверджують, що «політ» — це галюцинація, але все-таки вживають запобіжних заходів, щоб їх не спосглядали «феї».

## Літературне значення
Гарольд Блум вніс «На крилах пісні» до «Західного канону», а Девід Прінгл — до «Наукова фантастика: 100 найкращих романів». Джон Клют в «Енциклопедії наукової фантастики» зазначив, що «[автор] тематично підсумовує більшість тривалих страхів у кар'єрі й т.п., а також представляє зразковий портрет задоволення та невдач мистецтва у світі, зроблене по-варварським через матеріальну нестачу та духовну нестабільність; у висновку, однак, йому не вистачає складної, енергійної щільності попередньої книги». Майкл Бішоп у збірці нотаток «Відгуки про містера Рея» написав, що роман «коментує американське загрозу, перебільшуючи його помітні смороди ... залишаючи нас ходити в цьому майбутньому веселому будинку, начебто воно справжнє. [Ми] неодноразово здивовані яскравістю, з якою Діш розкрив нинішній провінціалізм, відповідність, комерціалізм, легковажність, нетерпимість та «нарцисизм». «На крилах пісні» — це головне досягнення американської літератури».

## Нагороди та номінації
«На крилах пісні» здобув Меморіальну премію  імені Джона Кемпбелла у 1980 році. Також романо було номінано на премії «Неб'юла» 1979 року як найкращий роман, премії Британської науково-фантастичної асоціації за найкращий роман 1979 року, премії «Г'юго» 1980 року за найкращий роман, премії «Локус» 1980 року за найкращий науково-фантастичний роман, премії Балрог 1981 року, премії «Прометей» 1982 року, а також другим переможцем премії «Ігнотус» 2004 року за найкращий іноземний роман, перекладений з іспанською мовою (ісп. En alas de la canción).